# مجلس التعاون الاقتصادي

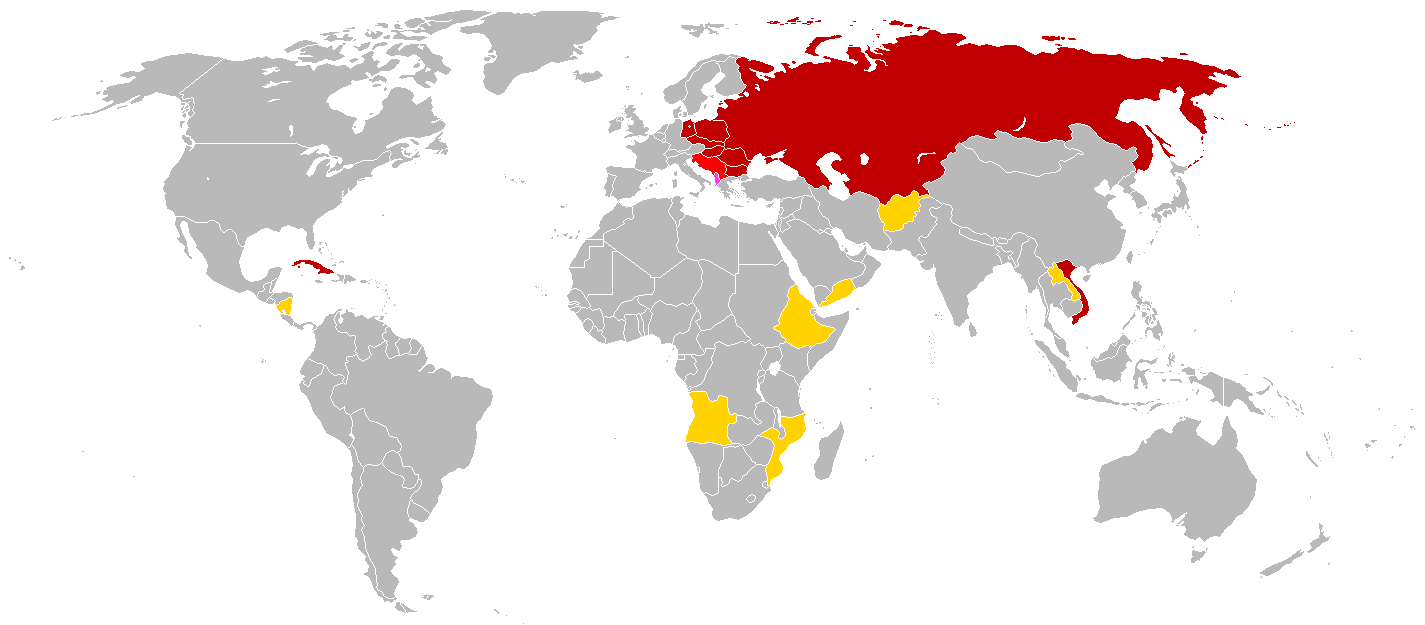
خريطة أعضاء مجلس التعاون الاقتصادي حسب الوضع في نوفمبر 1986.
المصطلحات:
أعضاء مجلس التعاون الاقتصادي
الأعضاء الذين تركوا المجلس عملياً (ألبانيا)
عضو مرتبط (يوغوسلافيا)
الأعضاء المراقبون

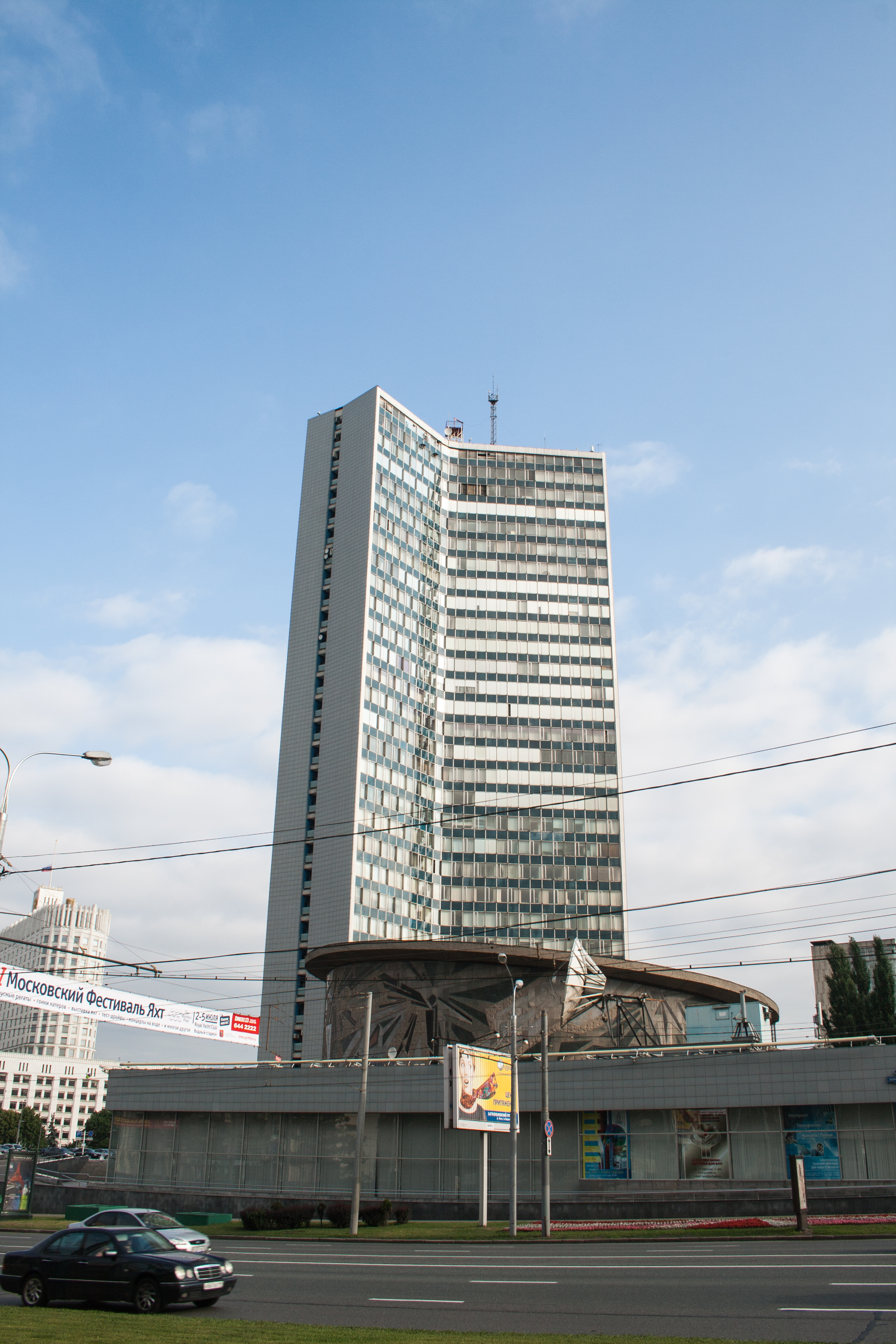
المقر السابق لمجلس التعاون الاقتصادي في موسكو.

مجلس التعاون الاقتصادي (الروسية: Сове́т экономи́ческой взаимопо́мощи) يعرف أيضا باختصاره الإنكليزي كوميكون هي منظمة اقتصادية تأسست في 25 يناير/جانفي سنة 1949 م، وكانت تضم الاتحاد السوفيتي، ألمانيا الشرقية، المجر، بلغاريا، رومانيا، بولندا، تشيكوسلوفاكيا، كوبا، فيتنام. وتهدف إلى التخطيط المنظم القائم على قاعدة التبادل الثنائي بين الأعضاء وإنشاء منطقة للتبادل الحر بين دول المعسكر الاشتراكي.
وكان الاتحاد السوفيتي قد بادر إلى دعوة أوروبا الشرقية إلى مؤتمر في موسكو عام 1949 م، للبحث في العلاقات الاقتصادية بين هذه الدول. وقد حضر المؤتمر إلى جانب الاتحاد السوفيتي بلغاريا وبولندا ورومانيا وتشيكوسلوفاكيا وألبانيا (التي توقفت عضويتها عام (1961م) لخلافاتها مع الاتحاد السوفيتي وعدم تسديد التزاماتها المالية).
أما ألمانيا الشرقية، فقد انضمت إلى المجموعة عام (1950م)، ومنغوليا عام (1962م)، ويوغسلافيا عام(1964م) وكوبا عام (1972م) وفيتنام عام (1978م).
وقد كان نشاط المجلس في الفترة الأولى مقتصراً على مجالات التجارة الخارجية وإبرام الاتفاقات الثنائية، ثم جرى تطوير المجلس بإنشاء لجان دائمة، إلى أن وضع ميثاق مجلس التعاون الاقتصادي الدائم عام (1959م) ودخل مرحلة التنفـيذ عـام (1960م).

## أهداف مجلس التعاون الاقتصادي
تمثلت أبرز أهداف مجلس التعاون الاقتصادي في:
- تنسيق السياسات من أجل تحقيق التكامل الاقتصادي والاجتماعي.
- تنمية التعاون العلمي والفني بين الدول الأعضاء.
- تحقيق مستوى متطور من التصنيع مع التركيز على الدول الأقل تقدماً من بين الدول الأعضاء.

## مجلس التعاون الاقتصادي إِقليمياً ودولياً
- تمكن مجلس التعاون الاقتصادي من إِنشاء مصرف مشترك هو (المصرف الدولي الاقتصادي) الذي بدأ نشاطه عام (1964م)، ومهمته تسهيل عملية التبادل التجاري بين الدول الأعضاء من جهة، ودول العالم الأخرى من جهة أخرى.
- أنشأ مجلس التعاون الاقتصادي مصرفاً آخر عرف بـمصرف الاستثمارات لتمويل خطط التنمية للدول الأعضاء.
- أدى التقسيم الاشتراكي للعمل في الدول الأعضاء إِلى أن تتخصص كل دولة عضو بنوع معين من الإِنتاج، تحدده اللجان المتخصصة، استناداً إِلى الإمكانات والموارد الأولية المتوافرة في كل بلد، وهذا يمنع ازدواج الإنتاج.
- لم يصل التنسيق بين دول مجلس التعاون الاقتصادي إِلى المستوى المطلوب، خاصة في مجال انتقال السلع والأيدي العاملة، ويضاف إِلى ذلك تصاعد التيار القومي في الدول الأعضاء والانكماش النسبي لرومانيا، وابتعاد الصين وألبانيا، فأثر ذلك سلبياً في مجلس التعاون الاقتصادي، والحد من سياسة الاندماج.

## انهيار مجلس التعاون الاقتصادي
بلغ حجم التجارة البينية لدول مجلس التعاون الاقتصادي نحو (55%) من إجمالي تجارتها الخارجية، وتمكنت من إِِنشاء بعض الهيئات المشتركة ولا سيما في مجال المصارف، إِلا أن مجموعة من العوامل ساهمت في انهيار المنظمة منها:
- تفكك الاتحاد السوفيتي وانهيار حلف وارسو جعلا من بقاء المنظمة أمراً غير ممكن، إِذا بدأت كل دولة من الدول الأعضاء تسعى للتحلل من التزاماتها، ولا سيما أن الوحدة الألمانية شكلت بداية الانهيار.
- أن مستوى التطور التكنولوجي في داخل المجموعة كان متخلفاً إِلى حد كبير عن المستوى المقابل في المجموعة الغربية، ويقول غورباتشوف إِن (70%) من الإِنتاج الصناعي كان دون المواصفات العالمية.
- الإغراءات التي قدمت للدول الأعضاء بالحصول على مساعدات كبيرة من الدول الغربية، بعد التخلص من الارتباط بالمعسكر الاشتراكي.